# Sangiano
Sangiano est une commune italienne de la province de Varèse dans la région Lombardie en Italie.

## Administration
| Période                                  | Période  | Identité        | Étiquette    | Qualité |
| ---------------------------------------- | -------- | --------------- | ------------ | ------- |
| 2004                                     | En cours | Daniele Fantoni | Lista Civica |         |
| Les données manquantes sont à compléter. |          |                 |              |         |

## Toponyme
Le nom Sangiano proviendrait du nom d'un saint San Giano ou un pseudo sencia ou singia, du latin cingula (ceinture) signifiant une petite bande de terre.

### Histoire
Dans les registres du duché de Milan de 1558, la localité nommée Sanzano faisait partie de la paroisse de Leggiuno. 
La commune avait un consul, un maire et un chancelier. Le consul convoquait les chefs de famille mensuellement pour les conseils généraux et spéciaux. Cette assemblée élisait le maire et le chancelier. 
En 1786, la commune fera partie de la province de Gallarate, puis de Varèse, à la suite du découpage territorial de la Lombardie autrichienne, divisant le territoire lombard en huit provinces. Fin 1787, elle fut insérée dans la province de Milan.
En 1798, lors de la réorganisation du département de Verbano, la commune fut insérée dans le district de Cuvio. Le département du Verbano fut supprimé la même année et Sangiano fut placé dans le district XV de Laveno, département de l'Olona. 
La loi de 1801 plaça la commune dans le district II de Varèse du département du Lario. En 1805, la commune fut insérée dans le quartier IV de Gavirate, du district II de Varèse, du département du Lario. La commune avait alors 255 habitants.
En 1853, la commune qui comptait alors 411 habitants, fut insérée dans le district XIX de Gavirate.

### Hameaux
- Baraggia
- Monte Sangiano

### Communes limitrophes
|          | Laveno-Mombello |          |
| Leggiuno | Sangiano        | Caravate |
|          | Monvalle        | Besozzo  |